# Singel (Brugge)
De Singel is een straat in de Belgische stad Brugge. Het is een zijstraat van de Buiten Boeverievest en ligt daarmee ten zuidwesten van de Brugse binnenstad.

## Geschiedenis
Een Singel was in Brugge de weg gelegen tussen twee vestingwateren. Dit werd zo genoemd, minstens vanaf de vijftiende eeuw.
Meer bepaald was de Singel oorspronkelijke een stuk grond net buiten de Buiten Boeverievest, dat nog binnen de zogenaamde 'paallanden' viel en dus tot het grondgebied van de stad Brugge behoorde. Van 1890 tot 1908 werd het ingenomen door het hofbouwbedrijf van Charles Steinmetz. Na 1908 werd de grond verkaveld. Er werd een straat aangelegd die via een brug in verbinding stond met de Buiten Boeverievest. Langs deze straat werden huizen gebouwd in opdracht van de nieuwe eigenaar G. van Belle. In plaats van een seriebouw, werden in opeenvolgende fasen eengezinswoningen gebouwd. Vandaar de variatie in de architectuur, die nochtans een bepaalde eenheid van stijl vertoont, geput uit de heersende historiserende of eclectische stijlen, afwisselend voorzien van trap-, punt- of lijstgevel.